# Alfred Haubold

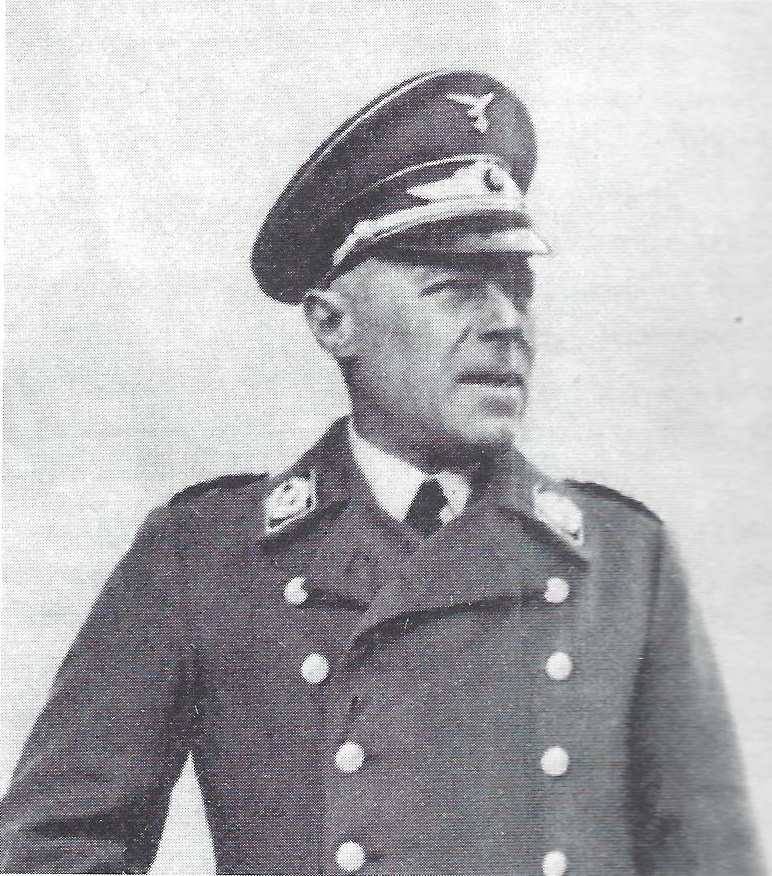
Oberst Haubold in Wustrow

Alfred Haubold (* 28. Oktober 1887 in Oelsnitz/Erzgeb.; † 27. Februar 1969 in Köln) war ein deutscher General der Flakartillerie im Zweiten Weltkrieg.

## Leben
Haubold trat am 1. März 1908 als Fähnrich in das 1. Feldartillerie-Regiment Nr. 12 der Sächsischen Armee ein und wurde dort nach seiner Beförderung zum Leutnant am 23. September 1909 als Batterieoffizier verwendet. Anschließend war er vom 1. Oktober 1912 bis 30. Juni 1913 Kompanieoffizier im 1. Fußartillerie-Regiment Nr. 12 und dann Adjutant der III. Abteilung.
In dieser Stellung kam Haubold nach Ausbruch des Ersten Weltkrieges im Rahmen des XIX. Armee-Korps mit seinem Regiment zunächst an die Westfront und wurde am 16. Oktober 1914 zum Oberleutnant befördert. Im November wurde das Regiment von dort abgezogen und an die Ostfront verlegt. Hier konnte sich Haubold während der siebentägigen Kämpfe östlich Sanniki sowie in den anschließenden Kämpfen an der Bzura mehrfach auszeichnen. Ab 26. Dezember 1914 fungierte Haubold als Kompanieführer und am 11. Januar 1915 wurde er mit dem Ritterkreuz des Militär-St.-Heinrichs-Ordens ausgezeichnet. Am 16. November 1916 avancierte Haubold zum Hauptmann. Als solchen kommandierte man ihn ab 25. Mai 1917 zunächst in den Generalstab des XXVII. Reserve-Korps sowie anschließend bis 25. Juni 1918 der 24. Reserve-Division. Es folgte seine Ernennung zum Kommandeur des Fußartillerie-Bataillons Nr. 58. In dieser Stellung verblieb Haubold über das Kriegsende hinaus. Für seine Leistungen während des Krieges hatte er neben beiden Klassen des Eisernen Kreuzes auch das Ritterkreuz I. Klasse des Albrechts-Ordens mit Schwertern und mit der Krone erhalten.
Nach der Demobilisierung kam Haubold am 1. Februar 1919 zum Stab seines Stammregiments. Daraus bildete sich das als Freikorps tätige Grenz-Jäger-Abteilung 4, in dem Haubold als Batteriechef tätig war. Am 1. Oktober 1919 wurde Haubold in die Reichswehr übernommen und zunächst dem Reichswehr-Artillerie-Regiment 19 zugeteilt. Von 1. Januar 1921 bis 31. Oktober 1925 war er als Batteriechef im 4. Artillerie-Regiment tätig. Dort stieg er am 1. November 1925 in den Regimentsstab auf. Vom 1. Februar 1928 bis Ende Januar 1930 war Haubold, seit 1. Dezember 1929 Major, bei der Kommandantur des Artillerie-Schießplatzes Jüterbog eingesetzt. Im Februar 1930 wechselte Haubold in den Stab der Kommandantur Berlin über, wo er bis Ende März 1933 verblieb. Im Anschluss wurde er Referent im Reichswehrministerium und in dieser Eigenschaft am 1. Januar 1934 zum Oberstleutnant befördert. Zum 1. Oktober 1934 wurde Haubold zum Kommandeur der Flakschule Döberitz ernannt sowie ein Jahr später, zum 1. April 1935 unter gleichzeitigen Übertritt zur Luftwaffe, Kommandeur der Flakartillerieschule auf Wustrow. Dort folgte am 1. Oktober 1935 seine Beförderung zum Oberst.
Vom 1. Februar 1938 bis Mitte November 1939 war Haubold als Inspekteur der Flakartillerie im Reichsluftfahrtministerium tätig und wurde zwischenzeitlich am 1. April 1938 Generalmajor. Anschließend war er nach dem Beginn des Zweiten Weltkriegs mit der Führung der in den Luftgauen VI und XI eingesetzten Flakkräfte betraut. Nach seiner Beförderung zum Generalleutnant fungierte Haubold während des Westfeldzuges von Mai bis Ende Juni 1940 als Kommandierender General und Befehlshaber im Luftgau Holland. Anschließend kehrte  er nach Deutschland zurück, wo er am 1. Juli 1940 zum Kommandierenden General und Befehlshaber im Luftgau III (Berlin) ernannt wurde. In dieser Funktion wurde er am 1. Oktober 1941 zum General der Flakartillerie befördert. Ende Juli 1943 erfolgte seine Ablösung und Haubolds anschließende Versetzung in die Führerreserve. Am 30. September 1943 schied er dann aus dem aktiven Militärdienst aus und erhielt am 11. Oktober 1943 noch das Deutsche Kreuz in Silber.
Nach Kriegsende von der sowjetischen Besatzungsmacht am 16. Juni 1945 verhaftet, war Haubold bis zum 26. September 1949 in sowjetischer Kriegsgefangenschaft.